# Греко-турецкая граница
Греко-турецкая граница (греч. Σύνορα Ελλάδας–Τουρκίας, тур. Türkiye–Yunanistan sınırı) — государственная граница между Грецией и Турцией протяжённостью сухопутного участка в 200 км (119 миль). Разделяет Западную в Греции и Восточную Фракию в Турции. Большая часть границы проходит по реке Марица. Также по Эгейскому морю по границам территориальных вод двух стран проходит морская граница.

## История
В 2012 году Греция построила стену на сухопутной части границы с Турцией для предотвращения неконтролируемого турецкими властями потока мигрантов на территорию Греции. Высота стены — 4 м.
Между странами существует спор по разграничению морских границ в отношении территориальных вод, континентального шельфа, исключительной экономической зоны. В то время как международное морское право даёт возможность Греции расширить свои территориальные воды с 6 до 12 миль, Турция заявляет что это будет шагом к войне. Аналогично и в нарушение международного морского права Турция заявляет что у островов, в данном случае греческих, нет исключительных экономических зон превышающих территориальные воды и претендует на экономическую зону даже в 7 милях восточнее Крита.

## Пограничные пункты
Действуют три пограничных пункта: два для автомобильного транспорта и один железнодорожного транспорта.